# Jerzy Pyrkosz
Jerzy Pyrkosz (ur. 7 kwietnia 1925 w Łodzi, zm. 5 lutego 1985 tamże) – łódzki działacz turystyczny. 

## Praca zawodowa
W czasie okupacji hitlerowskiej, jako kilkunastoletni chłopak pracował w zakładzie szklarskim, a w 1944 wywieziony został do Niemiec na przymusowe roboty. Po powrocie do Łodzi skończył szkołę, uzyskał maturę, a w 1951 ukończył studia na Wydziale Prawa Uniwersytetu Łódzkiego.
W latach 1957–1963 pracował w Zakładach Przemysłu Dziewiarskiego „Sira” w Sieradzu jako radca prawny i kierownik działu ekonomiczno-organizacyjnego. Od 1963 w Łodzi był dyrektorem Zakładów Przemysłu Dziewiarskiego „Elasticana”, a później Zakładów Przemysłu Dziewiarskiego „Pafino” w Łodzi, gdzie pracował aż do przejścia na emeryturę w 1982.

## Pozazawodowa działalność turystyczna w PTTK
Członkiem PTTK został prawdopodobnie w 1955 i w latach 1955–1957 był urzędującym sekretarzem Zarządu Okręgu PTTK w Łodzi. W 1956 był współtwórcą Biuletynu PTTK Okręgu w Łodzi (istnieje do dziś, obecnie nosi nazwę "Wędrownik" i ukazało się ponad 400 numerów), był autorem jego szaty graficznej i projektu okładki. 
Uprawiał kilka dyscyplin turystyki kwalifikowanej, ale najpełniej realizował się w sportach wodnych, szczególnie kajakarstwie. W latach 1955–1957 organizował spływy kajakowe Pilicą i Wartą, ale także rajdy narciarskie nizinne i górskie. W 1958 założył koło PTTK przy Zakładach Przemysłu Dziewiarskiego „Sira” w Sieradzu, przekształcone następnie w Oddział Zakładowy PTTK. Prowadził bogatą działalność turystyczno-krajoznawczą na bazie tego koła i Oddziału: w Jacht-Klubie „Sira” organizował w latach 1957–1963 rejsy żeglarskie po Mazurach, w sekcji kajakowej w okresie 1961–1963 organizował ekipy biorące udział w międzynarodowych spływach po Dunajcu, zaś w sekcji rowerowej prowadził rajdy kolarskie. W 1964 i 1965 uczestniczył w rejsach morskich do Szwecji i Danii.
Po powrocie do Łodzi w latach 1963–1965 był członkiem Zarządu Okręgu PTTK, a w okresie 1966–1972 wiceprezesem Zarządu Okręgu PTTK w Łodzi.
Pochowany jest na cmentarzu komunalnym "Doły" w Łodzi.

## Odznaczenia
- Złoty Krzyż Zasługi
- Krzyż Kawalerski Orderu Odrodzenia Polski
- Złota Odznaka „Zasłużony Działacz Turystyki”
- Złota Honorowa Odznaka PTTK
- Odznaka 1000-lecia Państwa Polskiego
- Honorową Odznaką Miasta Łodzi oraz
- wieloma odznaczeniami resortowymi i związkowymi